# Тюльпан шерстистый
Тюльпан шерстистый (лат. Tulipa lanata) — вид однодольных растений рода Тюльпан (Tulipa) семейства Лилейные (Liliaceae). Впервые описан немецко-российским ботаником Эдуардом Людвиговичем Регелем в 1884 году.

## Распространение
Известен из Таджикистана, Узбекистана, Афганистана, Пакистана, а также из Западных Гималаев; другие источники включают в ареал Иран и Кашмир.

## Ботаническое описание
Луковичный геофит. Светолюбивое многолетнее травянистое растение.
Луковица яйцевидная, диаметром 2—5 см; оболочка коричневая, тонкая бумажная.
Стебель высотой до 60 см, несёт по 4—5 ланцетных либо продолговатых листа.
Цветки с голыми обратнояйцевидными заострёнными лепестками алого цвета с жёлтой каймой и чёрным пятном у основания; плодоножка опушённая.
Плод — коробочка зелёного или бурого цвета.
Цветёт с апреля по май.

## Значение
Выращивается как декоративное растение.

## Охранный статус
Занесён в Красные книги Узбекистана и Таджикистана; ранее тюльпан шерстистый заносился также в Красную книгу СССР.